# تعداد فلسطين الانتدابية 1922
تعداد فلسطين لعام 1922 هو أول تعداد الانتداب البريطاني على فلسطين. في 23 تشرين أول عام 1922.
بلغ التعداد السكاني حسب التقرير 757,182 نسمة, من ضمنهم الجنود والأجانب. وقد قسموا حسب الأديان فبلغ عدد المسلمون 590,390 شخصاً. أما اليهود فكانوا 38,694 شخصاً و73,024 مسيحياََ و7,028 درزياً و 408 سيخياً و 265 بهائياً و 156 من أتباع الإسلام الشيعي في لبنان و 163 سامرياً.

## عملية التعداد
التعدادات اللواتي أجريوا من قبل الدولة العثمانية, أحدثها عام 1914, كانوا بهدف فرض الضرائب أو تحديد مواقع الرجال للخدمات العسكرية. وبسبب هذا كان الإعلان عن التعدادات غير اعتيادي وبذل جهد زيادة الاطمئنان بين السكان. وقد كانوا واثقين بأن العملية ناجحة عدا من ناحية البدو في قضاء بئر السبع حيث رفضوا أن يتعاونوا. جمعت نتائج التعدادات من المقرات, وقد فحصوا من قبل عمال وعدادين, حيث زاروا كل المساكن, مع ترتيب خاص لتعداد من لا يملكون عنواناً محدداً. وإن أمكن, كانت المساكن تُزار من قبل عدادين من نفس الديانة.
وبالنسبة للبدو الساكنين في القضاء الجنوبي فقد أحصوا عددهم تقريباً عبر عد المساكن وتقارير الضرائب, مما أدى إلى تقدير عددهم ب 72,898 شخصاً في ذلك القطاع.
عدد من القرى في الشمال لم يعدوا وذلك بسبب أنهم كانوا يخضعون للسيطرة الفرنسية, على الرغم من وقوعهم بفلسطين نسبة إلى اتفاق بوليه–نيوكومب عام 1920. مع العلم أن إمارة شرق الأردن لم يتم تعدادها.

## المنشور
تلخيص نتائج التعداد قد كتبوا في كتاب واحد : J. B. Barron, ed. (1923). Palestine: Report and General Abstracts of the Census of 1922. Government of Palestine. 
ج.ب بارون (عام 1923). فلسطين : تقرير وتلخيص عام لتعداد عام 1922. حكومة فلسطين.
وقد تكون هذا الكتاب من 58 صفحة. ويحتوي على عدد السكان في كل قرية مقسمة من حيث الديانة والجنس. مع تلخيص لكل قضاء و كامل الدولة. وهناك أيضاً جداول بالنسبة إلى المسيحيين مقسمة من حيث الفئة والعمر والحالة الاجتماعية واللغة.